# White Lodge

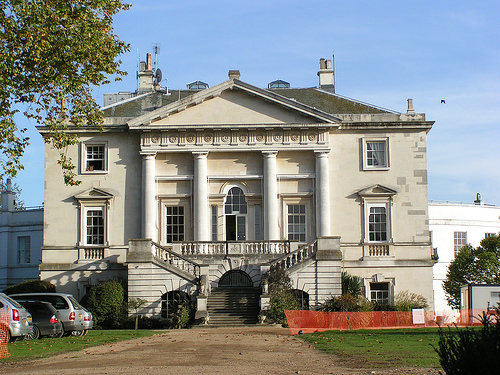
Das Hauptgebäude der White Lodge im Londoner Richmond Park

Die White Lodge ist ein Herrenhaus im Gebiet des London Borough of Richmond upon Thames. Auf dem Gelände des Richmond Park entstand das Gebäude 1727 unter der Leitung des Architekten Roger Morris in Zusammenarbeit mit Henry Herbert, 9. Earl of Pembroke. Das im Georgian Style errichtete Gebäude mit Elementen des Palladianismus wurde ursprünglich als Jagdhaus für König George II. gebaut und hatte anschließend verschiedene, meist adlige Bewohner. Seit 1955 dient es als Ballettschule und wird  heute von der Royal Ballet School genutzt.

## Geschichte

### Der Bauherr und seine Architekten
Richmond Park ist seit dem 13. Jahrhundert als Wildbann der englischen Könige belegt. Georg II. wählte für den Neubau seines Jagdhauses zwei Männer aus, die zuvor bereits beim unweit entfernten Marble Hill House (1724–29) zusammengearbeitet hatten. Henry Herbert gehörte zu einer Gruppe von Architect Earls, die als Architekturdilettanten die Ideen Andrea Palladios in England förderten. Gemeinsam mit dem Architekten Roger Morris arbeitete er an mehreren Projekten. Zu ihren Hauptwerk gehört die 1736/7 erbaute Palladian Bridge, eine mit Säulengang geschmückte Brücke über den Fluss Nadder im Park von Wilton House.
Die heutige White Lodge ist ein Kubus mit vorgelagertem Portikus, bestehend aus vier Säulen und schmucklosem Giebel. Das Sockelgeschoss wird über eine symmetrisch angeordnete zweiläufige Treppe erreicht. Nachdem  das das Jagdhaus zunächst Stone Lodge genannt wurde, setzte sich später der Name New Lodge, in Abgrenzung zur ebenfalls im Richmond Park gelegenen Old Lodge (abgerissen 1839–1841), durch. Neben Georg II. nutzte vor allem seine Frau Königin Caroline das Gebäude wiederholt bei ihren Ausflügen. Deren gemeinsame Tochter Amelia erhielt 1751 das Amt eines Ranger of Richmond Park, das zuvor Robert Walpole, 2. Earl of Orford, der Sohn des Premierministers Robert Walpole bekleidet hatte.

### Sitz der Ranger of Richmond Park
Prinzessin Amelia übte dieses Amt die folgenden zehn Jahre aus und bewohnte in dieser Zeit die New Lodge. Sie betrachtete Richmond Park als ihr Privateigentum und versuchte, die Tore des durch Mauern abgegrenzten Geländes für die Öffentlichkeit zu schließen. Der örtliche Brauers John Lewis setze aber im April 1758 vor Gericht durch, dass es Fußgängern weiterhin erlaubt war, den Park zu durchqueren. In die Amtszeit von Prinzessin Amelia fiel die Erweiterung des Gebäudes mit zwei Seitenflügeln unter Leitung von Stephen Wright.
Nachfolger im Amt des Ranger of Richmond Park wurde John Stuart, 3. Earl of Bute, der von 1761 bis 1792 in der New Lodge lebte. Aus dieser Zeit stammt die erstmalige nachgewiesene Erwähnung des Gebäudes als White Lodge (nach der weißen Kalksteinfassade des Hauses). Lady Mary Coke vermerkte für den 24. Juli 1768 in ihrem Tagebuch den Besuch des Richmond Park und die Bezeichnung White Lodge für das ehemalige Jagdhaus von Georg II.

### Königliche Bewohner im 19. Jahrhundert

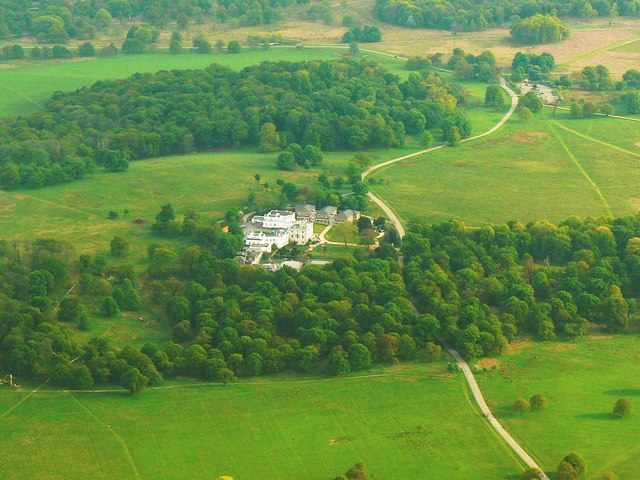
White Lodge, Richmond Park

Georg III. überließ 1801 das Landhaus an den Premierminister Henry Addington, 1. Viscount Sidmouth, der ab 1805 einen privaten Garten anlegen ließ. Hierbei wurde er später durch den Landschaftsarchitekten Humphry Repton unterstützt. Da das Amt des Ranger of Richmond Park von Georg III. selbst ausgeübt wurde, ernannte er Addington zu dessen Stellvertreter in dieser Funktion. Nachdem Addington 1844 in der White Lodge starb, bezog Princess Mary, Duchess of Gloucester das Haus und lebte hier bis zu ihrem Tod 1857. Im Folgejahr bewohnte vorübergehend der Prince of Wales und spätere König Eduard VII. auf Anweisung seines Vaters die White Lodge, um sich hier in Ruhe auf Prüfungen beim Militär vorzubereiten. Die nächsten königlichen Bewohner waren Herzog Franz von Teck und seine Frau Mary Adelaide von Cambridge, eine Enkelin von König Georg III. Das Paar lebte hier fast 30 Jahre. Ihre Tochter Maria von Teck (die spätere Queen Mary) verbrachte in der White Lodge den größten Teil ihrer Kindheit. Nach ihrer Hochzeit mit Prince George, Duke of York (dem späteren Georg V.) brachte sie am 23. Juni 1894 in der White Lodge den späteren König Eduard VIII. zur Welt.

### Die White Lodge im 20. Jahrhundert
Nach dem Tod der Herzogin (1897) und des Herzog von Teck (1900) lebte bis 1909 eine Mrs. Hartman auf dem Anwesen. Queen Mary überließ White Lodge 1923 kurz nach deren Heirat ihrem Sohn, dem späteren Georg VI., und seiner Frau Elizabeth Bowes-Lyon. Die Eltern der Königin Elisabeth II. blieben jedoch nur einige Jahre hier, da sie sich durch die zahlreichen Besucher in ihrer Privatsphäre gestört sahen.
1927 zog Arthur Lee, 1. Viscount Lee of Fareham in die White Lodge ein, der später von Colonel James Veitch als vorerst letzten privaten Bewohner abgelöst wurde. Nach seinem Auszug 1954 wurde das Wohngebäudes zu einer Ballettschule umgebaut statt. Ab 1955 nutzte die Ballettschule des Sadler’s Wells Theater das Gebäude, die seit 1956 als Royal Ballet School in der White Lodge die 11- bis 16-jährigen Schüler unterrichtet. Die White Lodge gehört zum Crown Estate.